# Filmes de 1956 da Allied Artists Pictures

## Filmes do ano
| Título Original                | Título no Brasil             | Estrelado por     | Dirigido por     | Gênero            |
| ------------------------------ | ---------------------------- | ----------------- | ---------------- | ----------------- |
| The Atomic Man                 | O Cérebro Atômico            | Gene Nelson       | Ken Hughes       | Ficção Científica |
| Blonde Sinner                  | Meu Amor, Minha Ruína        | Diana Dors        | J. Lee Thompson  | Drama             |
| Calling Homicide               | Nas Garras da Morte          | Bill Elliott      | Edward Bernds    | Policial          |
| Canyon River                   | O Rio dos Homens Maus        | George Montgomery | Harmon Jones     | Faroeste          |
| The Come On                    | Sede de Paixão               | Anne Baxter       | Russell Birdwell | Drama             |
| Crashing Las Vegas             | Desbancando a Banca          | Leo Gorcey        | Jean Yarbrough   | Comédia           |
| Crime in the Streets           | A Rua do Crime               | James Whitmore    | Don Siegel       | Policial          |
| The Cruel Tower                | A Torre do Crime             | John Ericson      | Lew Landers      | Drama             |
| The Deadliest Sin              | O Pior Pecado                | Sidney Chaplin    | Ken Hughes       | Policial          |
| Dig That Uranium               | Cômicos Atômicos             | Leo Gorcey        | Edward Bernds    | Comédia           |
| Fighting Trouble               | Meliantes de Ocasião         | Huntz Hall        | George Blair     | Comédia           |
| The First Texan                | O Homem do Destino           | Joel McCrea       | Byron Haskin     | Faroeste          |
| Friendly Persuasion            | Sublime Tentação             | Gary Cooper       | William Wyler    | Drama             |
| Fright                         |                              | Eric Fleming      | W. Lee Wilder    | Drama             |
| The High Terrace               |                              | Dale Robertson    | Henry Cass       | Policial          |
| Hold Back the Night            | Noite Sangrenta              | John Payne        | Alan Dwan        | Guerra            |
| Hot Shots                      | Os Reis da Bagunça           | Huntz Hall        | Jean Yarbrough   | Comédia           |
| Indestructible Man             | O Monstro Indestrutível      | Lon Chaney Jr.    | Jack Pollexfen   | Terror            |
| Invasion of the Body Snatchers | Vampiros de Almas            | Kevin McCarthy    | Don Siegel       | Ficção Científica |
| King of the Coral Sea          | O Rei dos Mares              | Chips Rafferty    | Lee Robinson     | Aventura          |
| Magnificent Roughnecks         | Os Valentões                 | Jack Carson       | Sherman A. Rose  | Drama             |
| The Naked Hills                | Assassinos da Montanha       | David Wayne       | Josef Shaftel    | Faroeste          |
| Navy Wife                      |                              | Joan Bennett      | Edward Bernds    | Comédia           |
| No Place to Hide               |                              | David Brian       | Josef Shaftel    | Drama             |
| Screaming Eagles               | Ninho das Águias             | Tom Tryon         | Charles Haas     | Guerra            |
| Strange Intruder               | Mulher Infiel                | Edmund Purdom     | Irving Rapper    | Drama             |
| Three for Jamie Dawn           | Matei Meu Amor               | Laraine Day       | Thomas Carr      | Policial          |
| Thunderstorm                   | A Mulher de Ninguém          | Carlos Thompson   | John Guillermin  | Drama             |
| World Without End              | 20 Milhões de Léguas a Marte | Hugh Marlowe      | Edward Bernds    | Ficção científica |
| Yaqui Drums                    | Índios Selvagens             | Rod Cameron       | Jean Yarbrough   | Faroeste          |
| The Young Guns                 | Mocidade Rebelde             | Russ Tamblyn      | Albert Band      | Faroeste          |

## Premiações do Oscar
| Filme               | Categoria | Situação |
| ------------------- | --- | -------- |
| Friendly Persuasion | Melhor Filme Melhor Diretor Melhor Ator Coadjuvante (Anthony Perkins) Melhor Roteiro Adaptado Melhor Mixagem de Som Melhor Canção Original | Indicado |

## Galeria

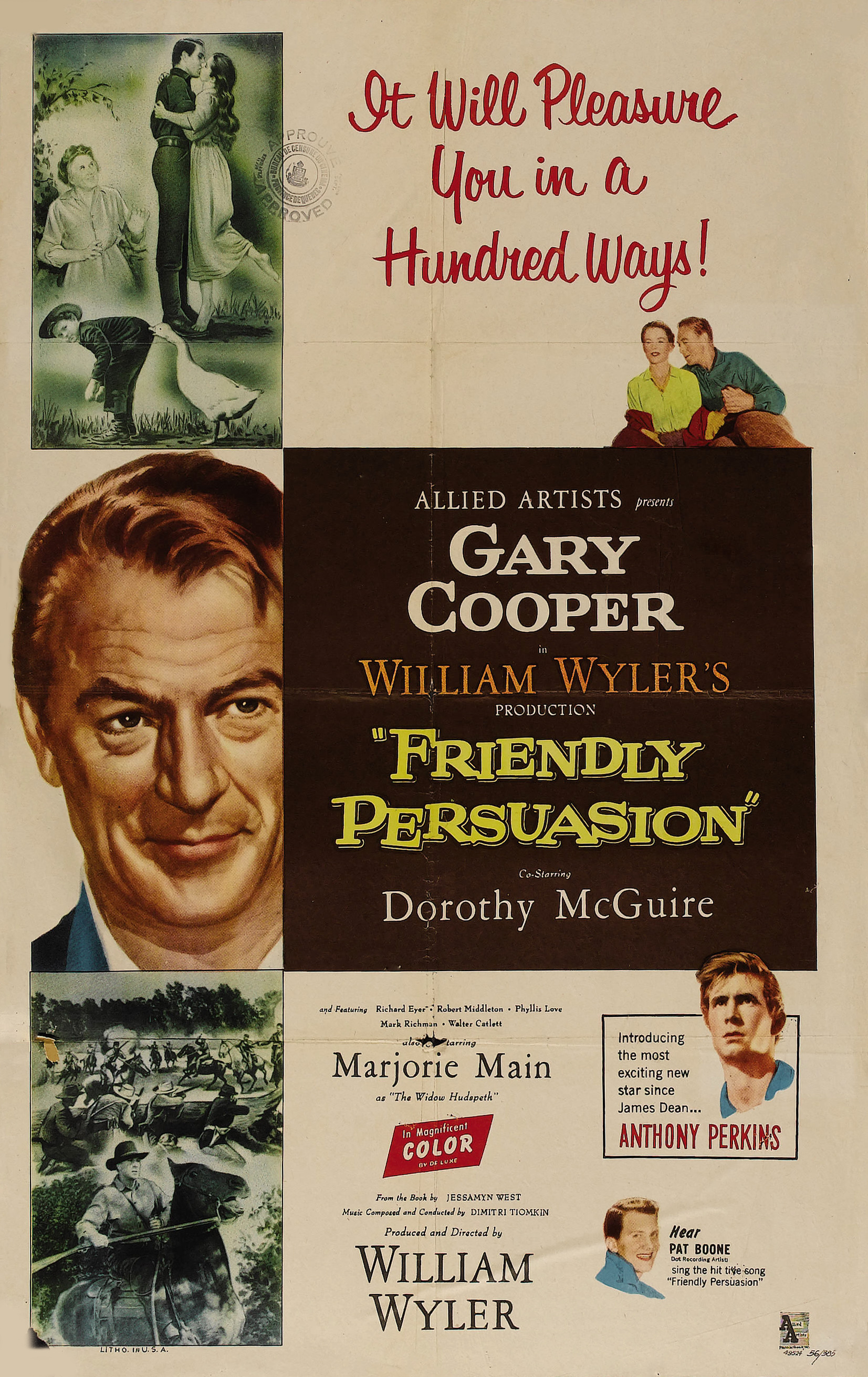
Cartaz de Friendly Persuasion, comédia dramática que recebeu 6 indicações ao Oscar
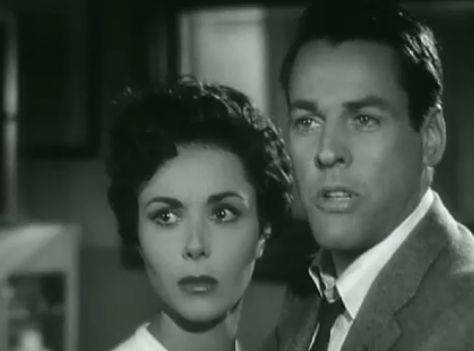
Dana Wynter e Kevin McCarthy em cena do clássico Invasion of the Body Snatchers
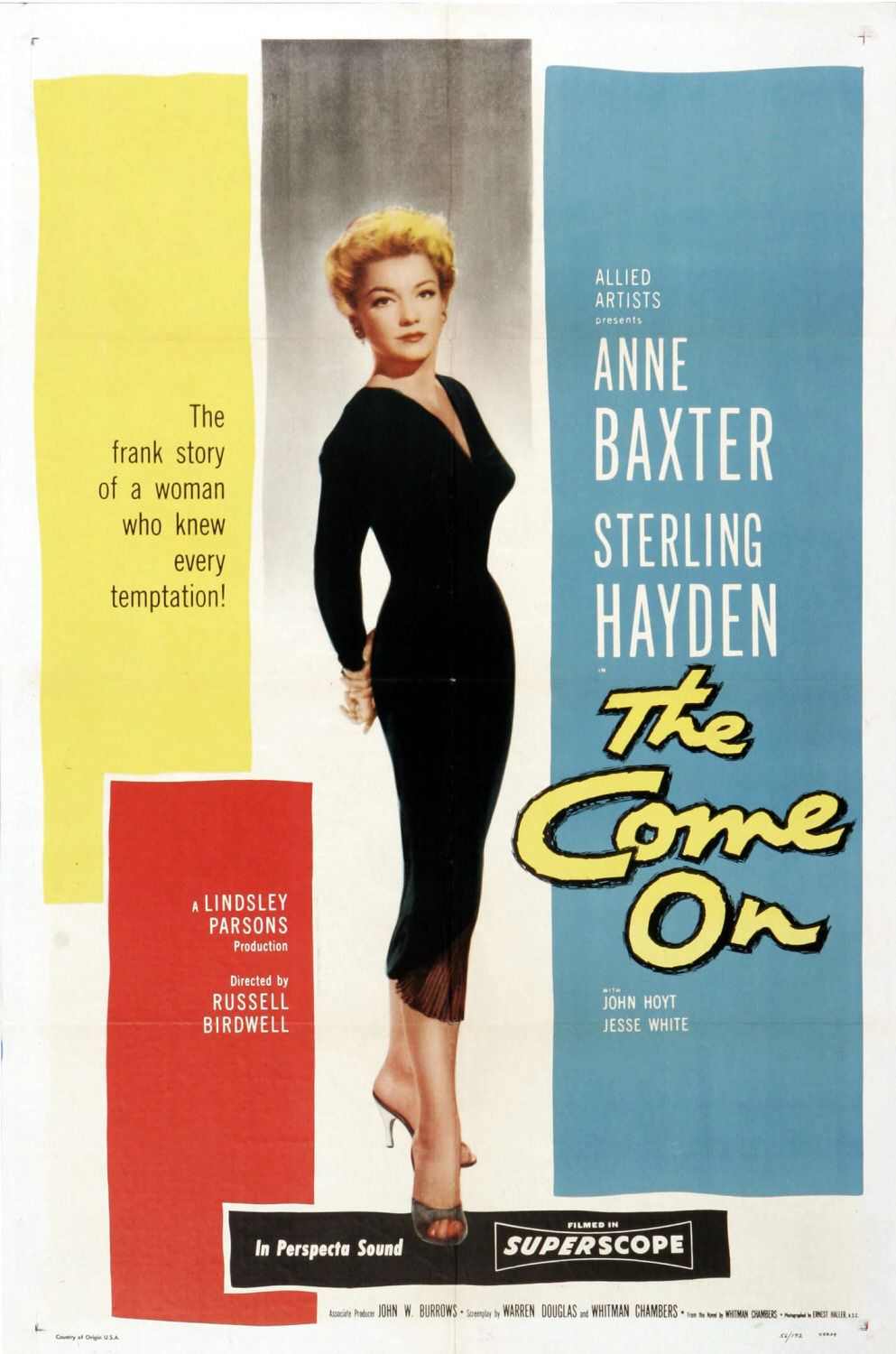
Cartaz de The Come On
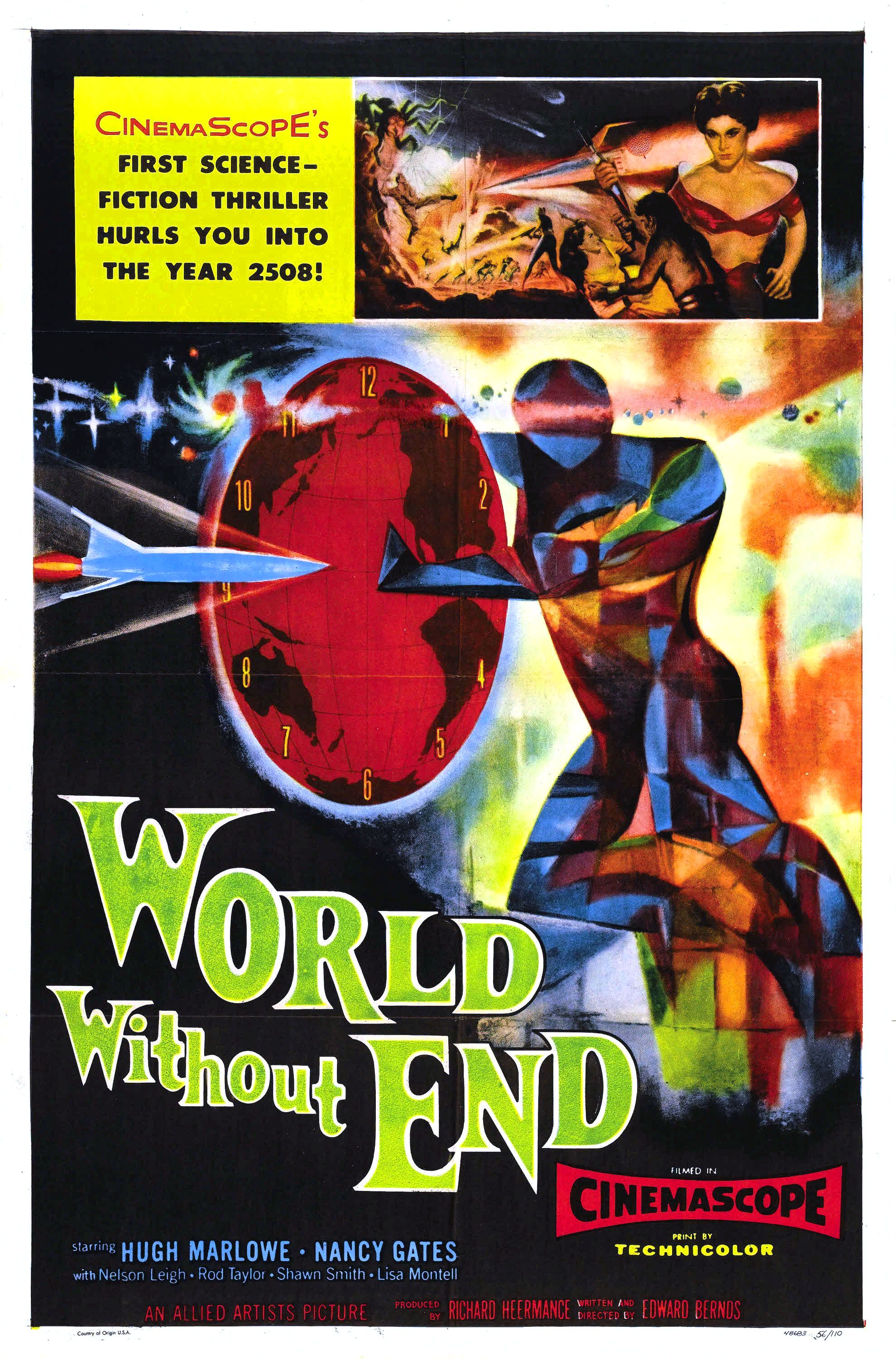
Cartaz de World Without End